# Derotmema
Derotmema es un género de saltamontes perteneciente a la subfamilia Oedipodinae de la familia Acrididae, y está asignado a la tribu Psinidiini. Este género se distribuye en Estados Unidos y México.

## Especies
Las siguientes especies pertenecen al género Derotmema:
- Derotmema delicatulum Scudder, 1901
- Derotmema haydenii (Thomas, 1872)
- Derotmema laticinctum Scudder, 1901
- Derotmema piute Rehn, 1919
- Derotmema saussureanum Scudder, 1901